# Huacao
Huacao (kinesiska: 华漕) är en köping i Kina. Den ligger i Minhang i storstadsområdet Shanghai, i den östra delen av landet, omkring 16 kilometer väster om den centrala stadskärnan. Antalet invånare är 193 777. Befolkningen består av 90 178 kvinnor och 103 599 män. Barn under 15 år utgör 9,0 %, vuxna 15-64 år 86 %, och äldre över 65 år 4,0 %.